# Индекс каталог
Индекс каталог (енгл. Index Catalogue (IC), или Index Catalogue of Nebulae, Index Catalogue of Nebulae and Clusters of Stars, IC I, или IC II) је астрономски каталог галаксија, маглина и звјезданих јата који служи као додатак Новом општем каталогу (New General Catalogue). Објављен је 1895. по први пут, и прошириван је тако да укључује 5387 објеката, познатих као IC објекти.
Каталог је уредио Џон Дрејер (J. L. E. Dreyer) током 1880-их, и објавио га у два дијела као IC I и . Каталог је покривао нова открића галаксија, јата и маглина између 1888. и 1907.